# 1989 في المجر
فيما يلي قوائم الأحداث التي وقعت خلال عام 1989 في المجر.

## سياسة

### انتهاء فترة المنصب
- 23 أكتوبر – برونو فيرينك ستروب رئيس المجر.

## رياضة
- 13 أغسطس – جائزة المجر الكبرى 1989 الفائز نايجل مانسيل.

## مواليد

### يناير
- 5 يناير – كريستيان نيميت لاعب كرة قدم مجري.
- 15 يناير – أنيتا مارتون منافِسة أوليمبية مجرية.

### فبراير
- 14 فبراير – تمارا تيلينجير لاعبة كرة يد مجرية.

### مارس
- 29 مارس – جولت بالوغ لاعب كرة يد مجري.

### أبريل
- 12 أبريل – آدام هانجا لاعب كرة سلة مجري.

### مايو
- 3 مايو – كاتينكا هوسو سباحة مجرية.

### أغسطس
- 6 أغسطس – أنيتا سيفرا لاعبة كرة يد مجرية.

### سبتمبر
- 14 سبتمبر – إلديكو إردوسي لاعبة كرة يد مجرية.
- 27 سبتمبر – أتيلا بلازس لاعب كرة مضرب مجري.

### أكتوبر
- 1 أكتوبر – غريغ سوموجي لاعب كرة سلة مجري.

## وفيات

### أغسطس
- 3 أغسطس – إيجون أوروان (مواليد 1902)

### سبتمبر
- 29 سبتمبر – يانوش فاركاش (مواليد 1942) لاعب كرة قدم مجري.

### ديسمبر
- 31 ديسمبر – ميهالي لانتوس (مواليد 1928) لاعب كرة قدم مجري.